# Француски Сомалиланд
Француски Сомалиланд (фр. Côte française des Somalis) је била француска колонија на рогу Африке. Постојала је у периоду од 1883. до 1967. године.

## Историја
Француски Сомалиланд основан је између 1883. и 1887. године, након што су сомалијски и афарски султани потписали споразум са Французима. Споразумом у Паризу од 11. марта 1862. године афарски султан Рајета Дини Ахмед продао је територију Обока за 10.000 таларија (око 55.000 франака). Касније се на споразум позвао капетан Флери де Ланже да колонизује територије јужно од залива Таџура. Французи су 26. марта 1885. године потписали још један споразум са Сомалијом којом се ова ставила под заштиту француске војске. Убиство једног француског морнара 1886. године Французи су искористили за потраживање читаве територије јужно од Таџура. Територија је добила име "Côte francaise des Somalis". За главни град изабран је Џибути (1891).
Изградња царске етиопске железнице (западна Етиопија) претворила је луку Џибути у град са 15.000 становника</ref>. Харар је био једини етиопски град који је имао више становника. Након Другог светског рата, Сомалиланд постаје француска прекоморска територија. Године 1967. преименован је у "Француску територију Афара и Исаса", а 10 година касније Џибути је стекао независност.